# Mary Ann Parker
Mary Ann Parker (* 1765/66; † 30. August 1848 in London) war eine englische Reisende und Schriftstellerin. Ihr 1795 erschienenes Buch A Voyage Round the World, in the Gorgon Man of War beinhaltete die erste von einer Frau verfasste Beschreibung einer australischen Kolonie.

## Leben
Über die Jugendzeit und das frühe Leben von Mary Ann Parker liegen nur spärliche Informationen vor. Sie war die Tochter eines Arztes, dessen Name unbekannt ist. Anscheinend erhielt sie eine gute Erziehung, verlebte drei Jahre ihrer Kindheit in Spanien und bereiste als junge Frau neben Spanien auch Frankreich und Italien. Bezeugt sind ihre guten Kenntnisse der spanischen Sprache und Sitten. Von einer Pocken-Erkrankung blieben Narben zurück. Vor 1790 schloss sie ihre Ehe mit dem ungefähr 15 Jahre älteren John Parker, einem Kapitän der Royal Navy, und gebar ihm zwei früh verstorbene Söhne und zwei länger lebende Töchter.
1791 begleitete Mary Parker ihren Gatten an Bord des britischen Truppentransporters Gorgon auf einer Seereise nach Australien. Das Schiff führte dringend benötigte Vorräte für die Strafkolonie in Port Jackson, New South Wales, mit, wo damals Hunger herrschte. Während der Reise schloss Mary Parker Freundschaft mit der ungefähr gleichaltrigen Anna Josepha King, der neuen Gattin des Gouverneurs von Norfolk Island, Philip Gidley King. Die beiden waren die einzigen Frauen an Bord der Gorgon. Im September 1791 kam das Schiff an seinem Zielort an. In ihrem späteren Reisebericht äußerte sich Mary Parker positiv über die milde Regierung von Arthur Phillip, dem Gouverneur von New South Wales. Nach der Abfahrt von Port Jackson im Dezember 1791 ankerte die Gorgon während der Heimreise u. a. längere Zeit vor dem Kap der Guten Hoffnung. Schließlich kamen Mary Parker und ihr Gatte im Juni 1792 wieder in England an; ihr Schiff legte in Portsmouth an.
Am 4. August 1794 starb John Parker am Gelbfieber nahe der Karibikinsel Martinique. Seine Witwe Mary Parker sah sich mit finanziellen Schwierigkeiten konfrontiert und begann mit der Abfassung ihres Reiseberichts, um, wie sie im Vorwort bekennt, durch dessen Publikation dringend benötigtes Geld für ihre familiären Bedürfnisse zu verdienen. Einflussreiche Bekannte halfen ihr bei der Bewerbung ihres Werks. Joseph Budworth, ein Nachbar ihres in der Londoner Sloane Street gelegenen Hauses, überredete den Verleger John Nichols, zur Subskription für ihr in Bälde erscheinendes Buch aufzurufen. Außerdem schrieb Budworth ein Gedicht über die Belagerung von Gibraltar (Siege of Gibraltar: a Poem, 1795), an der er ebenso wie John Parker teilgenommen hatte, um weiteres Interesse für Mary Parkers Buch zu wecken. Nichols verfasste eine lobende Rezension im Gentleman’s Magazine. Im Zug dieser Werbekampagne subskribierten u. a. andere Veteranen der Belagerung von Gibraltar sowie Mitglieder der Society of Antiquaries of London und des Trent Club für den angekündigten Reisebericht.
In ihrem 1795 unter dem Titel A Voyage Round the World, in the Gorgon Man of War publizierten Werk stellt Mary Parker ihre Person nicht in den Vordergrund. So verweilt sie nicht lange bei ihren auf der 15-monatigen Seereise in die „entlegensten Teile der Erde“ aufgetretenen Schwierigkeiten, etwa ihrer heftigen Seekrankheit. Ihr Erzählstil ist lebhaft, sachlich und humorvoll. Anschaulich beschreibt sie ihr Gesellschaftsleben in den auf der Reise angelaufenen Häfen Teneriffa, Kapstadt und Port Arthur, die Persönlichkeit ihrer zahlreichen Gastgeber, die von ihr besuchten Landschaften, lokale Bräuche sowie Begegnungen mit Aborigines. Besonders ausführlich ist ihre Schilderung über Port Arthur und dessen Umgebung. Beim Anblick eines verunglückten Schiffs, das dieselbe Route wie ihre Crew hätte nehmen sollen, hatte sie Angst, wie sie in ihrem Reisebericht zugibt. Sie bringt auch Auszüge aus dem Logbuch ihres Gemahls und dessen Augenzeugenbericht an die britische Regierung über den schrecklichen Zustand der auf der Third Fleet beförderten Sträflinge.
Das Werk von Mary Parker wurde gut aufgenommen, doch trotz der Erlöse seines Verkaufs und den Bezug einer kleinen Rente geriet die Autorin bald in große Finanznot. Sie erhielt einen Zuschuss aus dem Royal Literary Fund, zu dessen Ausschussmitgliedern u. a. Nichols, Budworth und einige Käufer ihres Buchs gehörten. Dennoch verlor sie 1804 ihr Haus und musste einige Zeit im Schuldgefängnis verbringen. Über ihre letzten Jahrzehnte ist wenig bekannt. Sie starb am 30. August 1848 im Haus ihres Schwiegersohns Robert Vincent, das sich in der Edgware Road in London befand.